# Fènix del Poblenou
Fènix és una bèstia festiva i popular del barri Poblenou, Barcelona. La figura pertany a la Colla del Drac de Poblenou i representa aquest ocell esdevingut mite mil·lenari, símbol del ressorgiment després de la mort, que reneix de les pròpies cendres. Tot i que llança foc quan balla, no és una figura de correfoc.
En la imatgeria popular i festiva, ja hi trobem el Fènix des de fa segles. Diuen que una figura que s'anomenava igual ja participava en actes solemnes de Barcelona a l'edat mitjana; per això la colla del Poblenou va decidir de recuperar-la.
El nou ocell es va projectar a partir d'un disseny de Manel Ollé, l'artista i membre de la colla que ha ideat les altres bèsties de la comparsa. Ell mateix la va construir, juntament amb Joan Carles Soler, l'any 2011. Al novembre es va estrenar, en una cerimònia amb performance en què es va escenificar el naixement del Fènix, que va eixir d'un ou. Des d'aleshores, surt a ballar durant les dates més importants del calendari festiu del barri.
El nou Fènix és el protagonista d'una festa ideada per la colla i lligada al simbolisme de la figura –renaixement, renovació després d'un cicle vital...–, que es fa cada any dues setmanes abans de Nadal. Comença amb la Cercavila de la Mort, que recorre els carrers del barri fins a la platja de la Mar Bella, on es representa la mort i el renaixement de l'ocell amb un espectacle de música i foc. Justament per a aquest acte, la bèstia té un seguit de melodies pròpies: «Toc d'inici», «Renaixement de les cendres», «Cercavila» i «Ballada de lluïment», compostes expressament per Ester Vela i interpretades pels grallers de la Colla del Drac. De les coreografies, se n'encarreguen els portadors i balladors de la colla.
Quan no surt, es pot visitar al Centre d'Imatgeria Festiva Can Saladrigas, on és exposat permanentment amb les altres figures del barri.